# Beta-lisina 5,6-aminomutasa
En enzimologia una beta-lisina 5,6-aminomutasa (EC 5.4.3.3 5.4.3.3) és un enzim que catalitza la reacció química:
D'aquí, aquest enzim té un substrat (3S)-3,6-diaminohexanoat, i un producte, (3S,5S)-3,5-diaminohexanoat.
Aquest enzim pertany a la família d'isomerases, específicament a la de transferases intramoleculars, transferint grups amino. El nom sistemàtic d'aquesta classe d'enzim és (3S)-3,6-diaminohexanoat 5,6-aminomutasa. Altres noms en comú l'ús inclou beta-lisina mutasa, i L-beta-lisina 5,6-aminomutasa. Aquest enzim participa en la degradació de la lisina, emprant un cofactor, cobamida.
A la fi de 2007, només una estructura ha estat resolta per a aquesta classe d'enzims, amb el codi d'accés 1XRS al Protein Data Bank.